# Dallas Cowboys 1964
La stagione 1964 dei Dallas Cowboys è stata la 5ª della franchigia nella National Football League.

## Calendario

### Stagione regolare
| Turno | Data       | Avversario             | Risultato | Pubblico |
| ----- | ---------- | ---------------------- | --------- | -------- |
| 1     | 12/9/1964  | St. Louis Cardinals    | S 16–6    | 36,605   |
| 2     | 20/9/1964  | Washington Redskins    | V 24–18   | 25,158   |
| 3     | 27/9/1964  | at Pittsburgh Steelers | S 23–17   | 35,594   |
| 4     | 4/10/1964  | at Cleveland Browns    | S 27–6    | 72,062   |
| 5     | 11/10/1964 | New York Giants        | P 13–13   | 33,324   |
| 6     | 18/10/1964 | Cleveland Browns       | S 20–16   | 37,456   |
| 7     | 25/10/1964 | at St. Louis Cardinals | V 31–13   | 28,253   |
| 8     | 1/11/1964  | at Chicago Bears       | V 24–10   | 47,527   |
| 9     | 8/11/1964  | at New York Giants     | V 31–21   | 63,061   |
| 10    | 15/11/1964 | Philadelphia Eagles    | S 17–14   | 55,972   |
| 11    | 22/11/1964 | at Washington Redskins | S 28–16   | 49,219   |
| 12    | 29/11/1964 | Green Bay Packers      | S 45–21   | 44,975   |
| 13    | 6/12/1964  | at Philadelphia Eagles | S 24–14   | 60,671   |
| 14    | 13/12/1964 | Pittsburgh Steelers    | V 17–14   | 35,271   |